# Lijst van nummer 1-hits in Duitsland in 1968
Deze hits stonden in 1968 op nummer 1 in de Der Musikmarkt, de bekendste hitlijst in Duitsland.
| Datum        | Artiest                      | Titel                           |
| ------------ | ---------------------------- | ------------------------------- |
| 6 januari    | Bee Gees                     | Massachusetts                   |
| 13 januari   | Bee Gees                     | Massachusetts                   |
| 20 januari   | Peter Alexander              | Der letzte walzer               |
| 27 januari   | Peter Alexander              | Der letzte walzer               |
| 3 februari   | The Beatles                  | Hello, goodbye                  |
| 10 februari  | The Beatles                  | Hello, goodbye                  |
| 17 februari  | Bee Gees                     | World                           |
| 24 februari  | John Fred & his Playboy Band | Judy in disguise (with glasses) |
| 2 maart      | John Fred & his Playboy Band | Judy in disguise (with glasses) |
| 9 maart      | John Fred & his Playboy Band | Judy in disguise (with glasses) |
| 16 maart     | Roy Black                    | Bleib bei mir                   |
| 23 maart     | Roy Black                    | Bleib bei mir                   |
| 30 maart     | Manfred Mann                 | Mighty Quinn                    |
| 6 april      | Manfred Mann                 | Mighty Quinn                    |
| 13 april     | Bee Gees                     | Words                           |
| 20 april     | Bee Gees                     | Words                           |
| 27 april     | Heintje                      | Mama                            |
| 4 mei        | Heintje                      | Mama                            |
| 11 mei       | Tom Jones                    | Delilah                         |
| 18 mei       | Tom Jones                    | Delilah                         |
| 25 mei       | Tom Jones                    | Delilah                         |
| 1 juni       | Tom Jones                    | Delilah                         |
| 8 juni       | Tom Jones                    | Delilah                         |
| 15 juni      | Tom Jones                    | Delilah                         |
| 22 juni      | Tom Jones                    | Delilah                         |
| 29 juni      | Tom Jones                    | Delilah                         |
| 6 juli       | Tom Jones                    | Delilah                         |
| 13 juli      | Peter Alexander              | Delilah                         |
| 20 juli      | Peter Alexander              | Delilah                         |
| 27 juli      | The Rolling Stones           | Jumpin' Jack Flash              |
| 3 augustus   | The Rolling Stones           | Jumpin' Jack Flash              |
| 10 augustus  | Heintje                      | Du sollst nicht weinen          |
| 17 augustus  | Heintje                      | Du sollst nicht weinen          |
| 24 augustus  | Heintje                      | Du sollst nicht weinen          |
| 31 augustus  | Heintje                      | Du sollst nicht weinen          |
| 7 september  | Tom Jones                    | Help yourself                   |
| 14 september | Tom Jones                    | Help yourself                   |
| 21 september | Tom Jones                    | Help yourself                   |
| 28 september | Tom Jones                    | Help yourself                   |
| 5 oktober    | The Beatles                  | Hey Jude                        |
| 12 oktober   | The Beatles                  | Hey Jude                        |
| 19 oktober   | Tom Jones                    | Help yourself                   |
| 26 oktober   | Tom Jones                    | Help yourself                   |
| 2 november   | Heintje                      | Heidschi Bumbeidschi            |
| 9 november   | Heintje                      | Heidschi Bumbeidschi            |
| 16 november  | Heintje                      | Heidschi Bumbeidschi            |
| 23 november  | Heintje                      | Heidschi Bumbeidschi            |
| 30 november  | Mary Hopkin                  | Those were the days             |
| 7 december   | Mary Hopkin                  | Those were the days             |
| 14 december  | Heintje                      | Heidschi Bumbeidschi            |
| 21 december  | Heintje                      | Heidschi Bumbeidschi            |
| 28 december  | Heintje                      | Heidschi Bumbeidschi            |